# 少牙斑鲆
少牙斑鲆（学名：Pseudorhombus oligodon），俗名贫齿扁鱼、地鱼、稀齿斑鲆、铁斧，为輻鰭魚綱鰈形目牙鲆科的其中一種。

## 分布
本魚分布于西北太平洋區，包括日本南部、中國、台灣、越南、菲律賓、泰國等海域。该物种的模式产地在长崎。

## 深度
水深30至40公尺。

## 特徵
本魚體極扁平，略呈卵圓形；口大、眼大，雙眼同位於左側且間距極小。有眼側為深褐色，鰓蓋緣具2個暗色斑，尾鰭楔形，背鰭軟條78至82；臀鰭軟條61至65枚；脊椎骨38個，體長可達30公分。

## 生態
本魚仔稚魚時期行浮游生活，兩眼左右對稱，成長後漸移至左側，且改行底棲生活。平時大多停棲於海底，並將魚體埋於沙中，能隨環境改變體色，很少游動，屬肉食性，以小型底棲動物為食。

## 經濟利用
食用魚，肉質佳，適合清蒸或紅燒。